# Ятагарасу
Ятагарасу (яп. 八咫烏, やたがらす, «большая ворона») или Ятакарасу (яп. 頭八咫烏, やたからす, «большеголовая ворона») — в японской мифологии большая птица в виде трёхногой вороны. Синтоисткое божество. Послан небожителями к Императору Дзимму как проводник. Помог Императору завоевать регион Ямато и основать японское государство.
Имя можно перевести как «ворона восьми пядей». Ата (咫) — устаревшая мера длины, равная расстоянию между вытянутыми большим и средним пальцами (~18 см). Однако в данном контексте это означает просто «большой, широкий».
Ятагарасу изображается как большая трёхногая ворона. По одной из версий, три ноги символизирует небо (богов), землю и человечество. Так как сама ворона символизирует Солнце, получается, что под Солнцем находятся боги, люди и природа, которые объединены кровными узами.

## Легенда
Согласно японским мифам, трёхногая ворона Ятагарасу была воплощением солнца и богом-управления или руководства. Божество было призвано по «Кодзики» богом Такамимусуби-но ками и по «Нихон сёки» Аматэрасу. По первому источнику он был послан просить братьев Укауси и Укауси вернуться к императору Дзимму, но был отвергнут старшим братом. По второму же  Ятагарасу так послан просить братьев вернуться к императору, но уже младший брат, испугавшись, отвергает его и говорит: «Я защищаю небеса от богов и боюсь за свою жизнь. Что за ворона, ты поешь.» Он предложил ворону еду на восьми листовых досках. Между традициями в этих двух книгах есть небольшая разница; например, ворона вернулась к императору Дзимму и сообщила ему, что его брат Исосиро непокорен.

### Значение трёх ног
Точно неизвестно, почему Ятагарасу имеет три ноги. Синтоистское святилище Кумано хонгу тайся трактует смысл так: три ноги символизируют Небо, Землю и Человека, так как Бог, природа и человек являются братьями, рождёнными от одного и того же солнца. Существует теория о политическом значении трёх лап: по нему они обозначают три клана, обладающих большой властью в регионе Кумано, а именно Эномото, Уи и Фудзихаку Судзуки. Отталкиваясь от того, что Ятагарасу символ солнца, лапы обозначают именного его, ведь считалось, что было всего три солнца с древних времен.

### Китайский и Корейский «Ятагарасу»
В мифологии Китая существует Трёхногая ворона, живущая на солнце. Основываясь на теории пяти элементов инь и ян, два — это инь и три — ян, и три ноги больше подходят для символизации солнца, чем две ноги. Ноги символизируют восход, дневной свет и закат. Следовательно, Ятагарасу является либо очень большим совпадением с китайским собратом, либо из-за культурных связей Японии, Китая и Кореи может быть изменённой копией, что может объяснить значение трёх ног. В Китае трёхногие вороны появились в книгах со времён периода Ранняя Хань (III век до н.э.) и были изображены на артефактах, найденных в гробницах царей.
В корейской мифологии Самджок (хангыль: 삼족오; Ханча: 三足烏 — дословно «трёхногая ворона»). В период Когурё древний корейский народ считал Самджок символом солнца и великой силы, часто олицетворяя Тэван (хангыль: 태왕; ханча: 太王 — буквально «Император» или «Величайший из королей») и суверенитет Когурё. Также считалось, что трёхногая ворона живёт на солнце, а жаба — на луне. Самджок является настолько уважаемым символом власти, даже превосходящим дракона и корейский бонхван, что он проник в Силла, Корё, Чосон и современную Корею.

## Ятагарасу в культуре
В период Сэнгоку он также был фамильным гербом и флагом семьи Судзуки, которая правила Дзога-сю в провинции Кии.
Ятагарсу также появляется на логотипе Японской футбольной ассоциации. На н`м он использует третью лапу, чтобы держать мяч.
В честь проводника Императора Дзимму назван астероид 9106. Так Такао Кобаяси, астроном из префектуры Гумма, Оидзуми-тё, назвал астероид, который он открыл в 1997 году (предварительный код 1997 AY1), зарегистрировал его как (9106) Ятагарасу 9 августа 2004 года.
Также в его честь в визуальной новелле Ace Attorney Investigations: Miles Edgeworth и Ace Attorney Investigations 2: Miles Edgeworth было названо два ключевых персонажа — Великий Вор Ятагарасу Бирн Фарадей и унаследовавшая его титул дочка Кей Фарадей, помогающая главному герою игры, Майлзу Эджворту, в расследовании дел.